# Förch

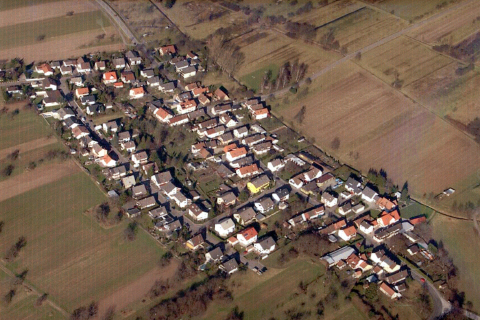
Förch Feb. 2002

Förch ist mit ca. 440 Einwohnern der kleinste Ortsteil von Rastatt.
Es wird ortspolitisch mit Niederbühl verwaltet.

## Geographie
Förch liegt zwischen Kuppenheim, Haueneberstein und Niederbühl.

## Geschichte
Westlich von Kuppenheim dehnten sich einst große Föhrenwälder aus. In ihrer Mitte lag ein bedeutendes Dorf, das im Dreißigjährigen Krieg von den Schweden niedergebrannt worden ist. Auf der Trümmerstätte entstand eine kleine Siedlung: Förch. Seinen Namen hat das Dorf wohl von einem Föhrenwald, der es umsäumte. 1207 hieß es Forhohe.

## Sehenswürdigkeiten
Das Schloss Favorite war eine barocke Sommerresidenz der Markgräfin Augusta Sibylla, die sie nach dem Tod ihres Gatten errichten ließ. Der Kieselputz der Fassade erinnert an die böhmische Heimat der Markgräfin ebenso wie Teile der Ausstattung. Das Schloss ist prunkvoll ausgestattet mit Einrichtungs- und Gebrauchsgegenständen aus dem 18. Jahrhundert. Besonders sehenswert: kostbares Porzellan und Fayencen aus aller Welt. Im englischen Landschaftsgarten befindet sich die Eremitage mit der Magdalenenkapelle.